# Günter Mayer (Kulturwissenschaftler)
Günter Mayer (* 6. November 1930 in Berlin; † 2. September 2010 ebenda) war ein deutscher Kultur- und Musikwissenschaftler.

## Tätigkeit
Mayer befasste sich mit Ästhetik, Musikästhetik und Musiksoziologie, allgemeiner Kultur- und Kunsttheorie, Medientheorie und Medienästhetik. Von 1980 bis 1994 war er Professor an der Berliner Humboldt-Universität. Er war Herausgeber der in drei Bänden erschienenen gesammelten Werke von Hanns Eisler und der geplanten historisch-kritischen Gesamtausgabe der Werke Eislers. Mayer war Mitglied der wissenschaftlichen Beiräte des Historisch-kritischen Wörterbuches des Marxismus und der Zeitschrift Das Argument und seit 2007 stellvertretender Vorsitzender des Berliner Institutes für Kritische Theorie.

## Wirkung
Hanns-Werner Heister, mit dem Mayer lange Zeit zusammengearbeitet hat, hebt als konzeptuale Neuerungen Mayers hervor die „Dialektik des Materials“ der künstlerischen Avantgarde; den „Widerspruch zwischen Gebrauchswert und Gestaltwert“ in der ästhetischen Wertung; die Sprache als nichttechnizistischen Begriff des Massenmediums; Massenkultur als dialektische Beziehung von Kultur, Subjekt und Massen; technische Produktion und Reproduktion durch Elektrifizierung und Digitalisierung als die eigentliche Revolution der Musik im 20. Jahrhundert.
Neben Georg Knepler war Mayer 1978 in seinem Buch Weltbild, Notenbild einer der Ersten, der in der DDR eine differenzierte Rezeption der Theorien des lange Zeit als vermeintlichen Antimarxisten wahrgenommenen und daher abgelehnten Theodor W. Adornos angemahnt hat.

## Publikationen
- Die Kategorie des musikalischen Materials in den ästhetischen Anschauungen Hanns Eislers. Zur Entwicklung der Theorie und Geschichte des sozialistischen Realismus im Bereich der marxistischen Musikästhetik. Berlin 1970
- Über die Spezifik des ästhetischen Verhältnisses. Ein Beitrag zu weltanschaulich-methodologischen Grundfragen der marxistisch-leninistischen Ästhetik, 2 Bände. Dissertation B, Humboldt-Universität, 1977
- Weltbild, Notenbild. Zur Dialektik des musikalischen Materials. Reclam, Leipzig 1978 (Reclams Universal-Bibliothek, Band 767) und Röderberg-Verlag, Frankfurt am Main 1978, ISBN 3-87682-452-4 (Röderberg-Taschenbuch, Band 75)
- Zur Theorie des Ästhetischen. Musik – Medien – Kultur – Politik, ausgewählte Schriften herausgegeben von Hanns-Werner Heister. Weidler, Berlin 2006, ISBN 3-89693-458-9 (Zwischen/Töne, Neue Folge, Band 5)

## Herausgabe
- Hanns Eisler, Gesammelte Werke. Deutscher Verlag für Musik, Leipzig.
  - Band 1: Musik und Politik, Schriften 1924–1948. 1973, 2. Auflage 1985.
  - Band 2: Musik und Politik, Schriften 1948–1962. 1982.
  - Band 3: Schriften, Addenda. 1983
- im Auftrag des deutschen Musikrates: Tradition in den Musikkulturen – heute und morgen. Bericht über die wissenschaftliche Konferenz des Internationalen Musikrates, 2.–4. Oktober 1985 in Berlin (Hauptstadt der DDR). Deutscher Verlag für Musik, Leipzig 1987, ISBN 3-370-00083-0 (deutsch, englisch, französisch)
- im Auftrag der Internationalen Hanns-Eisler-Gesellschaft e. V.: Hanns Eisler der Zeitgenosse: Positionen – Perspektiven. Materialien zu den Eisler-Festen 1994/95. Deutscher Verlag für Musik, Leipzig 1997, ISBN 3-370-00359-7
- mit Wolfgang Martin Stroh: Musikwissenschaftlicher Paradigmenwechsel? Zum Stellenwert marxistischer Ansätze in der Musikforschung, BIS-Verlag, Oldenburg 2000, ISBN 3-8142-0726-2.